# Mercader (Reus)
La Urbanització Mercader és un barri de Reus, al Baix Camp, ara integrat a la ciutat.
És a les Quarteres, una part de la partida de Bellissens, al cantó nord-est de la carretera de Salou (C-14), i davant per davant del Barri Fortuny i el barri Juncosa. En aquest lloc hi havia el mas de Mercader, que abans se n'havia dit mas del Jordi, una finca de 8 o 9 jornals de terra, ara edificada. La urbanització està en creixement, conjuntament amb la zona del Mas d'Iglésies, situada al nord.